# Lehi, Utah
Lehi är en stad i Utah County i norra Utah i USA. Staden grundades 1850 och är belägen norr om Utah Lake. År 2010 hade Lehi drygt 47 400 invånare.